# No Lapsus
No Lapsus, cuyo eslogan es Alteramos tu conciencia habitual, es un show radial que se transmite los martes a las 19h00 por radio Cultura FM 100.9 desde la ciudad de Quito, Ecuador.

## Trayectoria

### Primera etapa: radio La Luna
Jorge Cano, Christian Iza, Rubén Espinosa y Ana Acosta, compañeros de facultad de la Universidad Central del Ecuador, conforman en el año 2004 el colectivo cultural El Churo Comunicación. Con una postura crítica hacia la programación mainstream de las tradicionales emisoras de AM y FM de Quito e inspirados en la corriente de comunicación alternativa de la Corape, en 2005 crean el programa No Lapsus, que es incluido en la programación de radio La Luna 99.3 FM, que el mismo año fue protagonista de las movilizaciones populares en contra del Gobierno de Lucio Gutiérrez, a la vez que fue la casa de otros programas históricos como el noticiero La Clave y La Zona del Metal.
Entre 2006 y 2008, No Lapsus se programó los días viernes, entre las 20h00 y las 0h00, con contenidos focalizados en la comunicación juvenil y activismo cultural, comunitario y ambiental. El programa también contó con varios segmentos de humor, dramatizaciones y música independiente en los géneros heavy metal, punk, hardcore, ska, cumbia, reggae y hip hop, así también como podcasts de radios comunitarias y proyectos juveniles de Quito y otras provincias del país, entre ellos Caricato Rock and Pod. Como parte de su compromiso social, el programa creó además el espacio cultural La Zurda.
En 2009 radio La Luna establece la franja de programación juvenil Guambra Frecuencia, coordinada por El Churo Comunicación, que transmitiría varios programas de lunes a viernes entre las 22h00 y las 0h00, donde se incluye a No Lapsus y el nuevo show Jaula Urbana. Sin embargo, el proyecto no dura por mucho tiempo, ya que la emisora decide poner fin a su programación alternativa previo a su cierre en 2011. Posteriormente, Rubén Espinosa y Christian Iza abandonan el colectivo radial y crean el programa Antena de Olla en la Radio Pública de Quito 102.9 FM. Tras el fin de No Lapsus, Jorge Cano y Ana Acosta conforman el medio digital Wambra radio, sumándose también al concurso de asignación de frecuencias públicas para medios comunitarios, que el Gobierno del presidente Rafael Correa lanzó en 2016 y que fue anulado y relanzado en 2019.

### Segunda etapa: regreso en Cultura FM
Tras un paréntesis de varios años y de emitir contenidos radiales exclusivamente por internet, en abril de 2022 Jorge Cano y Ana Acosta relanzan No Lapsus en frecuencia modulada, en esta ocasión desde Cultura FM 100.9, la radio de la Casa de la Cultura Ecuatoriana, emitiendo los viernes desde las 17h00 (UTC-5).